# Franc malgaix

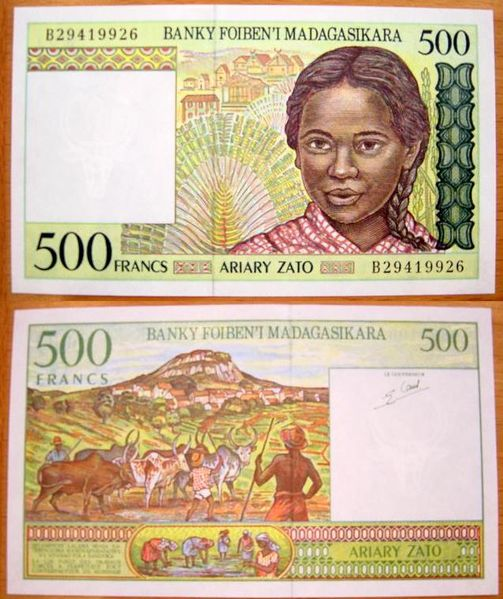
Bitllet de 500 francs de 1994 on es veu el valor en francs (500) i en ariary (100); ariary zato significa «cent ariary» en malgaix

El franc malgaix (en francès franc malgache o, simplement, franc) fou la unitat monetària de Madagascar fins al 2005. El seu codi ISO 4217 era MGF i s'acostumava a abreujar Fmg. Es dividia en 100 cèntims (centimes).
Fou introduït pel govern colonial francès l'1 de juliol del 1925 en substitució del franc francès en termes paritaris (1:1). Fou substituït pel franc CFA de Madagascar i les Comores el 26 de desembre del 1945 a raó d'1 franc CFA per 1,7 francs francesos. El franc malgaix fou reintroduït pel govern independent de l'illa l'1 de juliol de 1963, amb el mateix valor que el franc CFA precedent. En aquesta època és quan s'introdueix l'ariary, una moneda que nominalment val 5 francs, i que acabarà substituint el franc malgaix l'1 de gener del 2005, precisament a raó de 5 francs per ariary. Tant monedes com bitllets tenien el valor imprès alhora en francs i ariary.
El franc malgaix fou emès inicialment per l'Institut d'Emissió Malgaix (Famoaham-bolan'ny Repoblika Malagasy en malgaix, Institut d'Émission Malgache en francès) fins al 1974, en què fou reemplaçat pel Banc Central de Madagascar (Banky Foiben'i Madagasikara / Banque Centrale de Madagascar).